# Lycaena euphemia
Lycaena euphemia är en fjärilsart som beskrevs av Otto Staudinger 1887. Lycaena euphemia ingår i släktet Lycaena och familjen juvelvingar. Inga underarter finns listade i Catalogue of Life.